# Gerd Willy Mielke

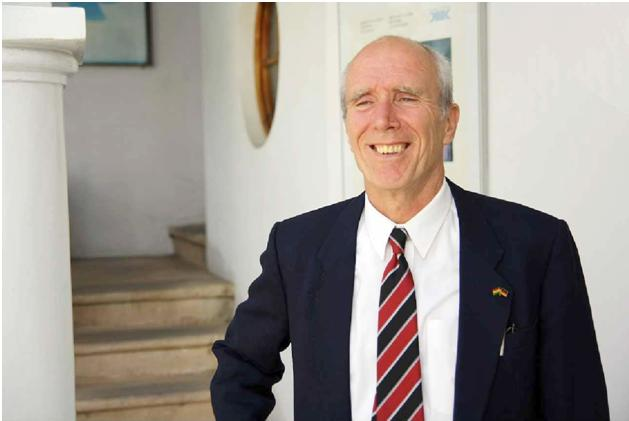
Gerd Willy Mielke, 2007

Gerd Willy Mielke (* 1945 in Kemberg) ist ein deutscher Psycho-Pädagoge und Humanbiologe. Er lebt in Sucre, Bolivien und in Hildesheim, Niedersachsen. Themen der und Fragen zur nachhaltigen Entwicklung und zur Menschwerdung auf den verschiedenen Betrachtungsebenen standen stets im Mittelpunkt seines beruflichen Wirkens.

## Werdegang
Mielke kam während der Flucht seiner Familie aus Thorn/Toruń in Kemberg, Kreis Wittenberg zur Welt und wuchs in Hildesheim auf. Nach Abschluss der Gemeinschaftsschule 1960 absolvierte er eine Ausbildung zum Augenoptiker. 1967 erlangte er am Köln-Kolleg über den 2. Bildungsweg das Abitur. Nach einer 10-monatigen Welt-Studienreise im Jahr 1968 nahm er an der Freien Universität Berlin ein Studium der Psychologie, Psychotherapie und Humanbiologie auf (1973: Dipl.-Psych; 1974 Anerkennung als Psychotherapeut; 1981 Promotion zum Dr. rer. nat.).
Bereits während des Studiums war er als Dozent an der Freien Universität Berlin und an der Pädagogischen Hochschule Berlin (West) tätig. Später arbeitete er als freier Mitarbeiter für Einrichtungen der Erwachsenenbildung, u. a. dem Ilse-Middendorf-Institut für Atemtherapie und Atemunterricht und der Bundeszentrale für politische Bildung, war wissenschaftlicher Mitarbeiter beim Umweltbundesamt und beim Senator für Stadtentwicklung und Umweltschutz in Berlin.
1987 kam er als CIM-Experte nach Bolivien und unterrichtete von 1987 bis 1993 Ökologie, Umwelterziehung und Pädagogische Psychologie an der Pädagogischen Hochschule von Sucre. Ende 1987 wurde ihm die Leitung des Instituto Cultural Boliviano-Alemán (ICBA) in Sucre angetragen, dessen Fortbestand er 1988 durch den Erwerb des Gebäudes mit eigenen Mitteln sicherte und restaurierte. Zur Vermittlung von Kompetenzen im Umweltbereich gründete er in Sucre das Ecomuseo.
Im September 2005 wurde er zum Honorarkonsul der Bundesrepublik Deutschland in Sucre ernannt. Er blieb bis 23. November 2012 im Amt.
Seit 2022 arbeitet Gerd Mielke ehrenamtlich für das Deutsche Rote Kreuz (DRK), Hildesheim im Bereich Bewegungsprogramme und über den Senior Expert Service (SES) als Senior Experte.

## Auszeichnungen/Ehrungen

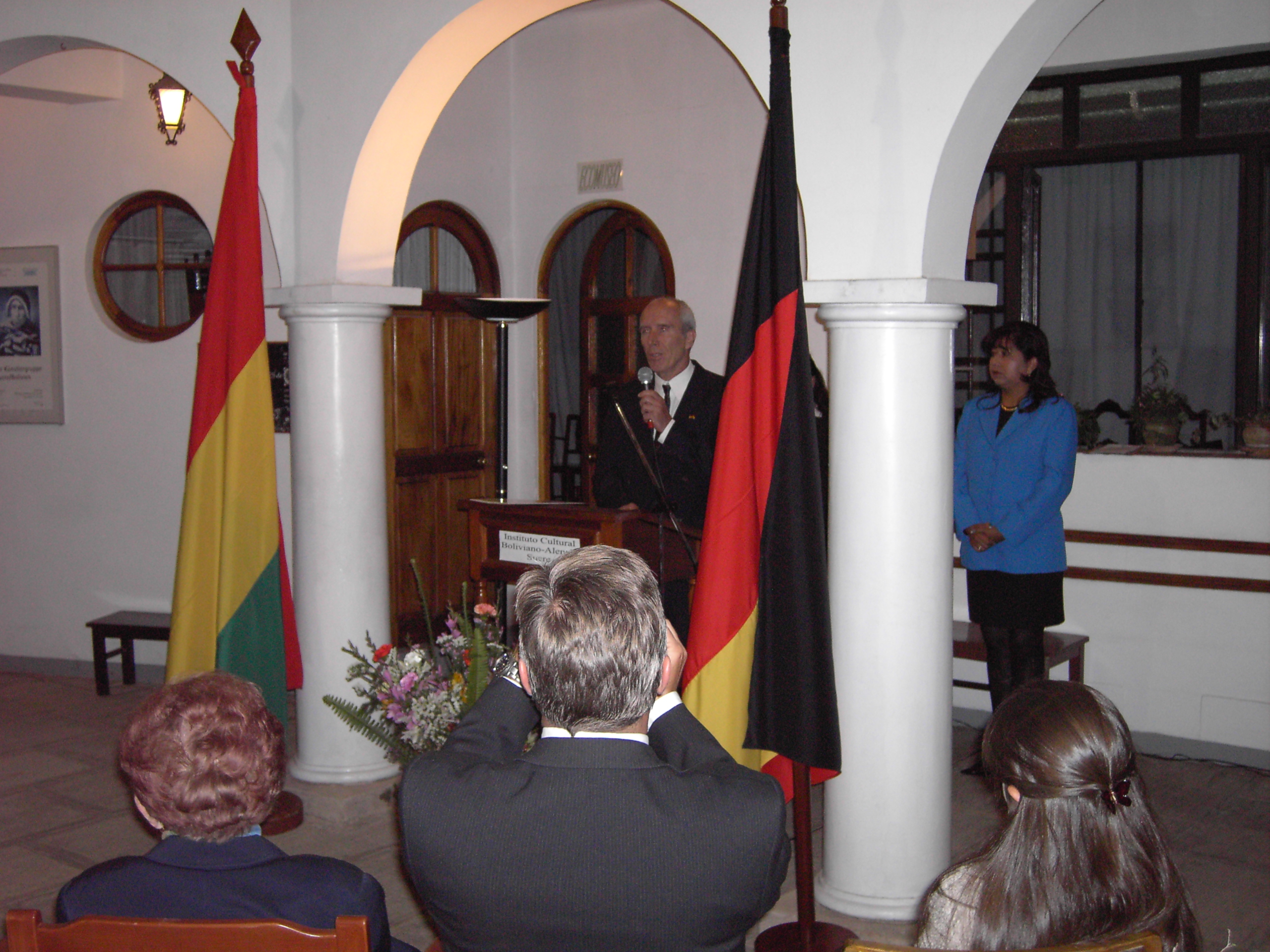
Antrittsrede anlässlich der Ernennung zum Honorarkonsul im Innenhof des Instituto Cultural Boliviano-Alemán, Sucre 2005

- 1993: Großer bolivianischer Erziehungsorden für kulturelle Verdienste, “Gran Orden Boliviana de la Educación al Mérito Cultural” (Grado de Comendador), Sucre, Juli/1993
- 1995/96: Ehrenmitglied der “Asociación Sucrense de Ecología” (ASE), Sucre Juni/1995 und der nationalen Umweltliga Boliviens, LIDEMA, “Liga de Defensa del Medio Ambiente”, La Paz, Maerz/1996
- 2010: Orden "Heroina Juana Azurduy de Padilla en el Grado de Servicios Distinguidos", Sucre, Mai/2010
- 2011: "El Libro de Oro" vom "Club del Libro Jaime Mendoza", Sucre, Juli/2011
- 2012: Bundesverdienstkreuz, Das Verdienstkreuz am Bande, Sucre, November/2012
- 2013: Verleihung des Hauptstadtwappens, “Escudo de Armas de la Capital”, Sucre, Maerz/2013
- 2019: Ernennung zum Ehrenpräsidenten des Instituto Cultural Boliviano-Alemán, Sucre, auf Lebenszeit, April/2019

## Publikationen in Bolivien (Auswahl)
- Coautor der Seminarschrift „Primer Seminario sobre Desarrollo Poblacional y Medio Ambiente“, Praefektur des Departments Chuquisaca, Bevoelkerungsfond der Vereinten Nationen (UNFPA), Sucre 1991
- Coautor des Handbuches “Ecología y Educación Ambiental” (orig. span.), Sucre 1992
- Hrsg. des illustrierten Gedichtbandes “Poesia y Naturaleza – Poesie und Natur”, Matilde Casazola (span. und deutsch). I.C.B.A., Sucre 1992
- Coautor des Handbuches „Educación Ambiental para el Ciclo Básico“, Escuela Nacional de Maestros, UNESCO-PNUMA, Sucre 1994
- Coautor des Lehrbuches “Manual de Biología y Ecología Experimental” (orig. span.), Sucre 1995
- “Inventario socio-ecológico del Alto Parapetí, Informe a la GTZ, La Paz”, Projektstudie, Sucre 1997
- “Estrategias obsoletas para resolver Problemas”, Vertiente, Revista científica cultural de la Facultad de Humanidades y Ciencias de la Educación, Universidad de San Francisco Xavier, Sucre 2001
- “Educación Ambiental Integral para un Futuro Sostenible”, Lehrbuch (orig. span.), Instituto Cultural Boliviano-Alemán, Sucre 1997, 2000, 2004
- “Un Discurso sobre Ecología Humana”, Habitat Nr. 69, La Paz 2005
- “El Rol del Instituto Cultural Boliviano-Alemán (ICBA) de Sucre en el fortalecimiento de lazos pedagógico-culturales binacionales” in: “Bolivia y Alemania, Facetas de una relación secular”, León Bieber, Hrsg., DAAD, Plural Ediciones, La Paz 2011

## Aktuelle Publikation in Deutschland
- Buchtitel: "Zwölf Vorlesungen eines gewesenen Affen für eine Akademie", Tredition, Hamburg 2022

## Privates
Mielke war mit der englischen Kunstpädagogin Gwendoline Fairless und mit der bolivianischen Biochemikerin Ana Maria Cabello Montero verheiratet. Aus der zweiten Ehe ging die Tochter Lidia Andrea Mielke Cabello hervor (* 1993 in Sucre, Bolivien), die als Ärztin in Deutschland arbeitet.
Gerd Mielke ist Schwarzgurtträger in Ju Jutsu und Mitglied im Berlin-Marathon-Jubilee-Club des Sport-Club Charlottenburg e.V. (SCC).